# Gens Tarquícia
La gens Tarquícia (en llatí: Tarquitia gens, o bé Tarquitii 'els Tarquicis') va ser una gens romana d'origen patrici, originària d'Etrúria i de gran antiguitat.
Només es coneix un membre d'aquesta gens amb algun càrrec important, Luci Tarquici Flac que va ser magister equitum del dictador Luci Quint Cincinnat l'any 458 aC. Cap a finals de la República van ser coneguts altres Tarquicis que es poden considerar també patricis, entre els quals Quint Tarquici i Gai Tarquici Prisc. Un membre de la mateixa branca que aquest darrer fou l'harúspex Tarquici Prisc, traductor al llatí de diversos llibres de saviesa etrusca en matèria de religió i endevinació. Ja dins l'Imperi, apareixen Marc Tarquici Prisc, senador romà en temps de Neró, i Quint Tarquici Càtul, governador a la Germània Inferior el segle iii.